# Liste der Naturdenkmale in Hohndorf
Die Liste der Naturdenkmale in Hohndorf nennt die Naturdenkmale in Hohndorf im sächsischen Erzgebirgskreis.

## Definition
„Naturdenkmäler sind rechtsverbindlich festgesetzte Einzelschöpfungen der Natur oder entsprechende Flächen bis zu fünf Hektar, deren besonderer Schutz erforderlich ist
1. aus wissenschaftlichen, naturgeschichtlichen oder landeskundlichen Gründen oder
2. wegen ihrer Seltenheit, Eigenart oder Schönheit.“

„§ 18 – Naturdenkmäler – (zu § 28 BNatSchG)
(1) Die Erklärung nach § 22 Abs. 1 BNatSchG von Teilen von Natur und Landschaft als Naturdenkmal erfolgt durch Rechtsverordnung oder Einzelanordnung.
(2) Über § 28 Abs. 1 BNatSchG hinaus können Naturdenkmäler zur Sicherung von Lebensgemeinschaften oder Lebensstätten von im Bestand gefährdeten oder streng geschützten Arten festgesetzt werden.“

## Liste
Link zu einem Kartenansichtstool, um Koordinaten zu setzen.
| Bild                          | Bezeichnung                                  | Lage                                        | Beschreibung         | Datum                                                               | Nummer     |
| ----------------------------- | -------------------------------------------- | ------------------------------------------- | -------------------- | ------------------------------------------------------------------- | ---------- |
| mehr Fotos \| Fotos hochladen | Orchideen-Standort Rudolf-Breitscheidschacht | Hohndorf (50° 44′ 3,5″ N, 12° 40′ 28,2″ O)  | Fläche: ca. 24446 m² | Beschluss des Rates des Kreises Stollberg Nr. 200/84 vom 25.10.1984 | 364.23-117 |
| mehr Fotos \| Fotos hochladen | Steinkohlenhalde (sog. Ida-Halde)            | Hohndorf (50° 44′ 24,6″ N, 12° 41′ 22,3″ O) | Fläche: ca. 62350 m² | Beschluss des Rates des Kreises Stollberg Nr. 112/82 vom 24.06.1982 | 364.23-118 |